# レオノール・ワトリング
レオノール・ワトリング（Leonor Watling、1975年7月28日 - ）はスペイン・マドリード出身の女優である。

## 来歴
スペイン人の父親と、イギリス人の母親を持つ。幼い時からバレエを習っていたが、ダンサーになる夢は怪我で断念。ロンドンで演技を学んだあと、スペインの映画・テレビで活躍する。ビガス・ルナ、ペドロ・アルモドバル作品に続けて出演し、注目を浴びる。
また、バンド "Marlango" のボーカルとしても活躍している。
2009年、ボーイフレンドであり歌手のウルグアイ人ホルヘ・ドレクスレルとの間に1男をもうけている。

## 出演作品
| 公開年 | 邦題 原題                                                         | 役名               | 備考 |
| ------ | ----------------------------------------------------------------- | ------------------ | ---- |
| 2001   | マルティナは海 Son de mar                                         | マルティナ         |      |
| 2002   | トーク・トゥ・ハー Hable con ella                                 | アリシア           |      |
| 2002   | マイ・マザー・ライクス・ウーマン A mi madre le gustan las mujeres | エルヴィラ         |      |
| 2003   | 死ぬまでにしたい10のこと My Life Without Me                       | アンの隣人         |      |
| 2003   | 赤ちゃんの逆襲 Mauvais esprit                                     | カルメン           |      |
| 2004   | バッド・エデュケーション La Mala educacion                        | モニカ             |      |
| 2004   | タブロイド Crónicas                                               | マリサ             |      |
| 2005   | あなたになら言える秘密のこと La Vida secreta de las palabras      | ジョゼフの親友の妻 |      |
| 2006   | サルバドールの朝 Salvador                                         | クカ               |      |
| 2006   | パリ、ジュテーム Paris, je t'aime                                 |                    |      |
| 2007   | オックスフォード連続殺人 Oxford Murders                           | ローナ             |      |